# HD202584
HD202584 — хімічно пекулярна зоря спектрального класу
A й має видиму зоряну величину в смузі V приблизно  9,1.